# Isidro Alaix
Isidro de Alaix Fábregas, né à Ceuta en 1790 et mort à Madrid le 15 octobre 1853, comte de Vergara et vicomte de Villarrobledo, est un militaire et homme politique espagnol.

## Biographie
Au cours de sa carrière militaire, il prend part à la Guerre d'indépendance espagnole et aux campagnes que mène l'Espagne en Amérique latine lorsque ses anciennes colonies prennent leur indépendance. Pendant de la Première Guerre carliste, engagé du côté gouvernemental, il remporte une victoire décisive sur les troupes du général Miguel Gómez Damas (en) lors de la bataille de Villarrobledo (en), ce qui lui vaut son grade de général et le titre de vicomte de Villarrobledo. Le titre de comte de Vergara récompense son rôle dans la signature de l'accord de Vergara (généralement appelé en français convention d'Ognate). 
Nommé sénateur à vie, ministre de la Guerre au cours des années 1830, il est président par intérim du conseil des ministres du 9 décembre 1838 au 3 février 1839.